# Las Tablas (metropolitana di Madrid)
Las Tablas è una stazione della linea 10 della metropolitana. È anche capolinea della linea 1 della rete tranviaria di Madrid. Si trova sotto alla Calle Palas de Rey nel distretto Fuencarral-El Pardo di Madrid.

## Storia
La stazione della metropolitana fu inaugurata il 26 aprile 2007 come parte del progetto di ampliamento della linea 10 che prende il nome di MetroNorte, volto a dare servizio ai comuni di Alcobendas e San Sebastián de los Reyes, mentre la stazione della metrotranvia venne aperta il 24 maggio 2007.